# Trokavec
Trokavec är en ort i Tjeckien.   Den ligger i regionen Plzeň, i den västra delen av landet, 70 km sydväst om huvudstaden Prag. Trokavec ligger 612 meter över havet och antalet invånare är 102.
Terrängen runt Trokavec är kuperad österut, men västerut är den platt. Runt Trokavec är det ganska glesbefolkat, med 34 invånare per kvadratkilometer. Närmaste större samhälle är Rokycany, 13,1 km nordväst om Trokavec. I omgivningarna runt Trokavec växer i huvudsak barrskog.